# 앨빈 크렌즐린
앨빈 크리스천 크렌즐린(Alvin Christian Kraenzlein, 1876년 12월 12일 – 1928년 1월 6일)은 미국의 육상 선수이다. 그는 올림픽에서 처음으로 4관왕에 오른 운동 선수이다.
크렌즐린은 위스콘신주 밀워키에서 존 크렌즐린과 아우구스타의 아들로 태어났고, 위스콘신 대학교 매디슨에 다니다 후에 펜실베이니아 대학교에 다니기 시작하면서, 치과 의사가 되기 위해 치의학을 전공하게 된다. 그는 1897년에 아마추어 육상 연합 선수권 대회의 220 야드 경기에 참가해 처음으로 1위를 했다. 그는 이후 몇 년 동안 더 1위 타이틀을 획득하게 된다. 바로 AAU 선수권 대회 허들 경기와 멀리뛰기 경기에서 5번, 미국 육상 아마추어 대학 협회의 달리기, 허들, 멀리뛰기 종목에서 8번 획득한 것이 그것이다.
1900년, 크렌즐린은 영국에서 예선에 참가하며 올림픽에 출전할 준비를 하고 있었다. 그는 1900년 하계 올림픽이 열리는 파리에 가기 전, 120 야드 허들 종목에서 브리티시 타이틀을 따냈다. 파리에서 그는 네 번 금메달을 따냈는데, 바로 60m, 110m 허들, 200m 허들 경기와 멀리뛰기이다. 60m 경기에서 그는 예선과 결선 모두 7.0초의 기록을 세웠고, 결선에서 월터 툭스버리와 간발의 차로 2위로 따돌리고 이겼다.
1900년말 크렌즐린은 6개의 세계 기록을 보유한 후 육상 스포츠계에서 은퇴했다. 그는 펜실베이니아 대학에서 치의학 학위를 얻었다.1902년, 필라델피아로 돌아갔을 때 그는 치과 의사와 동시에 밀워키 육상 협회의 협회의장이 되었다. 그는 또한 클라우딘 길먼과 결혼하기도 했다. 1906년에 그는 메세스부르크 학원의 육상 트랙과 필드 코치가 되었고, 1910년 그는 체조 교수 자격도 얻었다. 그의 제자 중 한 명인 랠프 크레이그는 후에 올림픽 타이틀의 보유자가 된다. 1913년 그는 50,000 달러를 받고 1916년 하계 올림픽 독일 선수단을 코치해주기로 계약을 맺었다 (하지만 이 계약은 제 1차 세계 대전이 발발하면서 무효가 되었다). 제 1차 세계 대전이 일어나자, 크렌즐린은 미군에 체조 훈련병으로 지원했다. 전쟁이 끝나자 그는 1927년 후반까지 펜실베이니아 대학교 팀의 코치가 되었고 1928년 펜실베이니아주 윌크스베어에서 늑막염으로 쓰러져 사망했다.